# Pammene fasciana

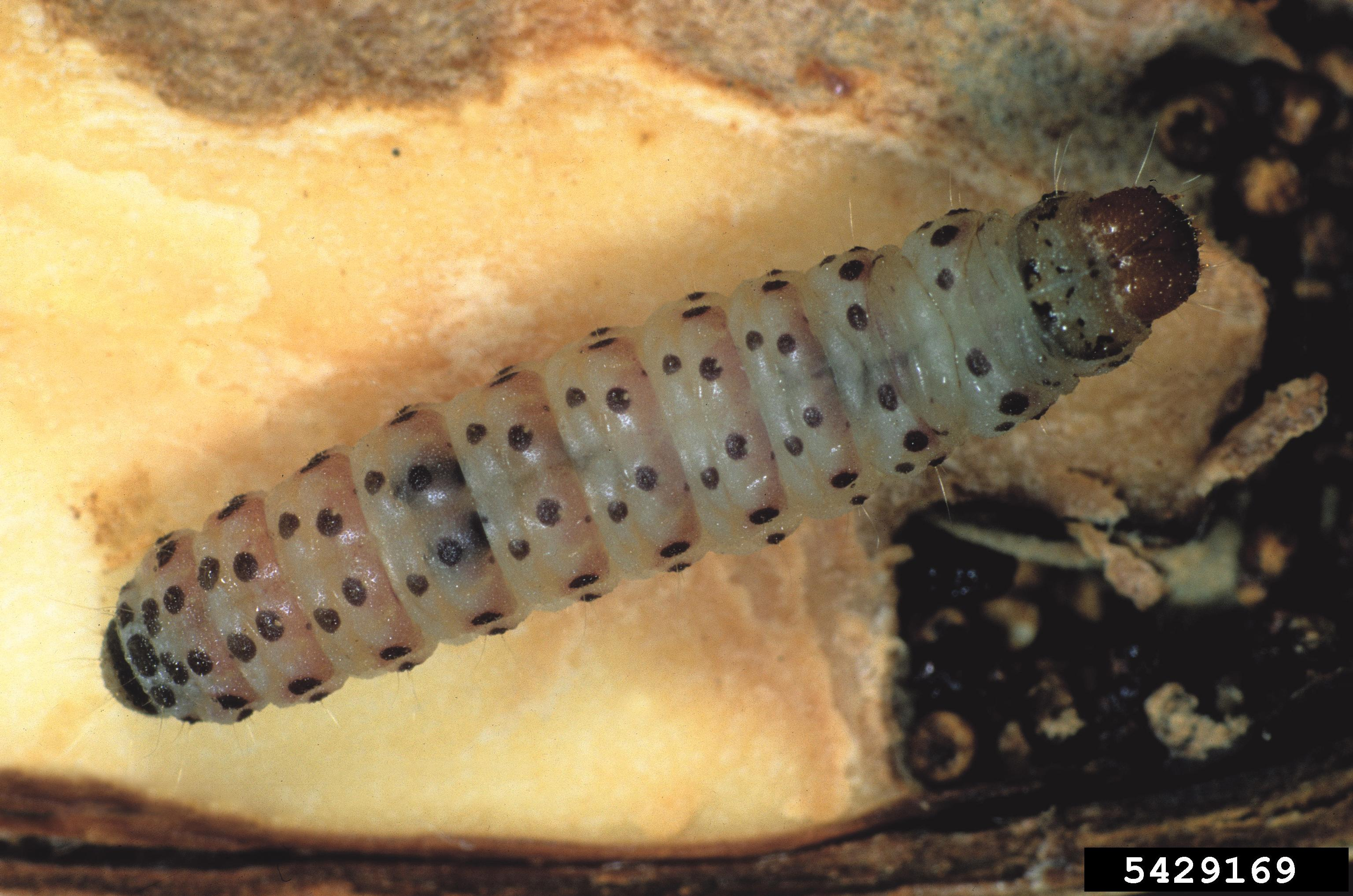
Гусінь

Pammene fasciana (каштанова листовійка) — вид лускокрилих комах родини листовійок (Tortricidae). Шкідник їстівних каштанів (Castanea sativa).

## Опис
Дорослі метелики мають розмах крил 14-15 мм. На передніх крилах посередині є білувата пляма. На їх зовнішній стороні три чорні плями меншого розміру, за якими йдуть дві блискучі свинцево-сірі смуги. Між цими смугами є коричнева ділянка розділена чотирма чорними смугами. На передньому краї крил є чорні штрихоподібні виїмки. Задні крила сіро-коричневі.
Довжина личинок на останній, п'ятній стадії становить 10-13 мм.  Тіло у них білувате, голова іноді рожево-коричнева. Передгрудний щиток і анальна пластинка світло-коричневі. Личинка має великі волохаті темно-червоні бородавки та анальний виступ.

## Поширення
Каштанові листовійки поширені в Європі та Азії.

## Екологія
Метелики з'являються на початку літа і літають у сутінках. Самиці відкладають близько 180 яєць на верхній стороні листя, зазвичай на каштанах (Castanea), буках (Fagus) і дубах (Quercus). Гусінь вилуплюється через 21 день при температурі 15 °C. Молода гусінь спочатку живиться жилками листя. Трохи пізніше вона проїдає шлях через плодову оболонку (купулу) та потрапляє в середину молодих плодів, яких знищує, поїдаючи. Гусінь видаляє свої виділення з купули, залишаючи їх між шипами та поєднуючи шовковистими нитками. Одна гусінь може виїдати кілька плодів один за одним. Приблизно через 40 днів вона залишає купулу і шукає місце під корою дерева-господаря. Тут вона формує кокон, в якому впадає у діапаузу. Купула опадає на початку липня-серпня.

## Значення як шкідник
Через те, що личинки з'являються рано і можуть заражати одразу кілька плодів, каштанові листовійки можуть нанести значні збитки каштановим насадженням. У природних лісах ці комахи не відіграють значення як шкідники.
Позбавитися шкідників можна за допомогою світлових та феромонних пасток. Хімічний контроль також можливий, але хімікати не рекомендують використовувати у багатьох країнах.